# Locomotora EMD GR12
La locomotora EMD GR12W es un modelo de locomotora diésel-eléctrica diseñada y fabricada por Electro Motive Division de General Motors. Es una locomotora que sirvió de modelo de exportación y fue vendida a un total de siete países entre 1961 hasta 1966.

## Destinos de Exportación
- Argentina: 60 unidades
- Bolivia: 3 unidades (Ferroviaria Oriental)
- Chile: 41 unidades.
- Colombia: 27 unidades.
- Liberia: 7 unidades.
- Perú: 7 unidades.
- Sudáfrica: 3 unidades.
- Túnez: 6 unidades.

## Argentina
Un total de 60 unidades fueron fabricadas para el Ferrocarril Domingo Faustino Sarmiento. Fueron Numeradas desde 6576 a 6635, algunas unidades fueron renumeradas al entrar en concesión FEMESA siendo 6579 > A625, 6585 > A626, 6586 > A627, 6587 > A628, 6591 > A629 y 6592 > A630. El resto de las unidades conservan sus numeraciones originales.
En la actualidad las GR12 se encuentran trabajando en su mayoría con trenes de carga en las empresas Nuevo Central Argentino (22 Unidades), FEPSA (26 Unidades) y Ferrosur Roca (1 Unidad). El puñado restante se encuentra trabajando para Trenes Argentinos Operaciones (9 unidades).

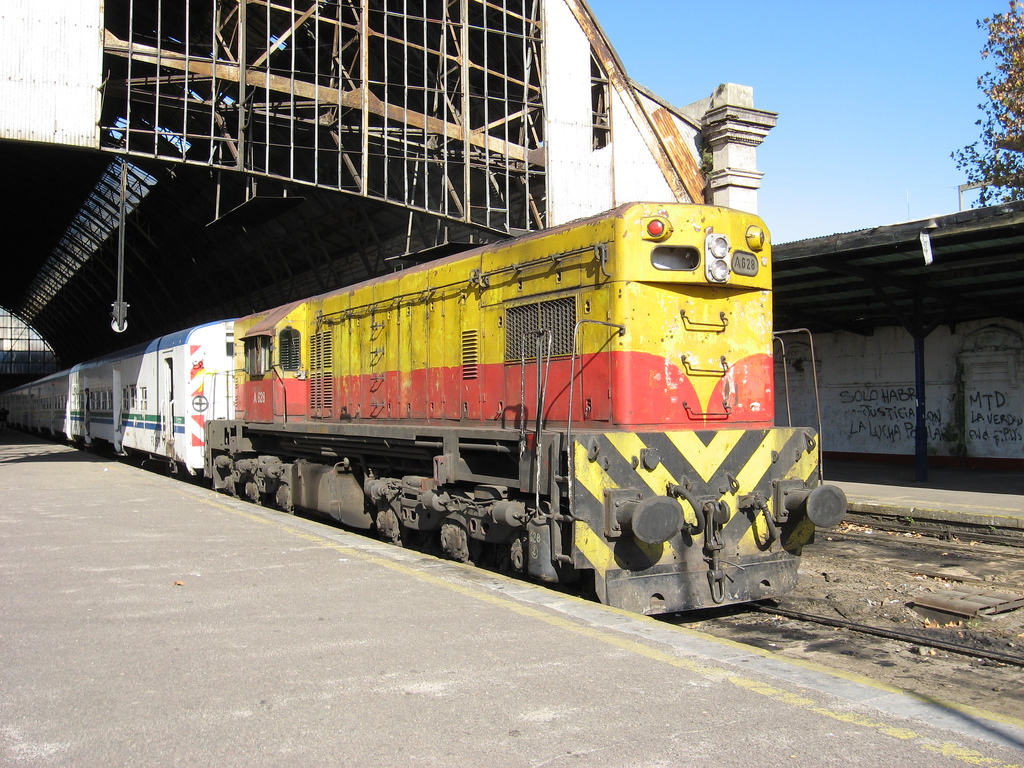
La GR12 A628 en estación La Plata (Buenos Aires)

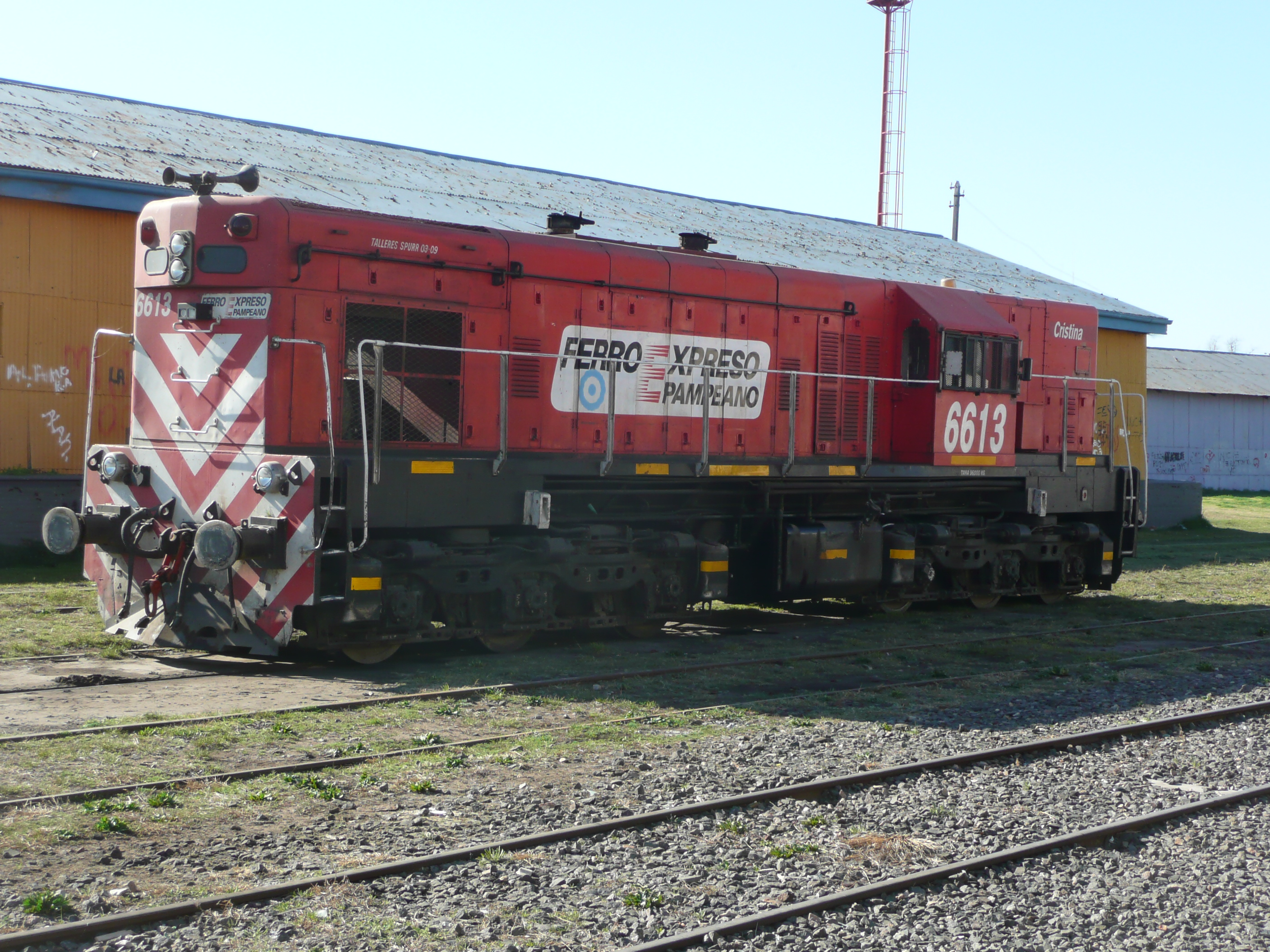
Locomotora GR12 6613 de FerroExpreso Pampeano

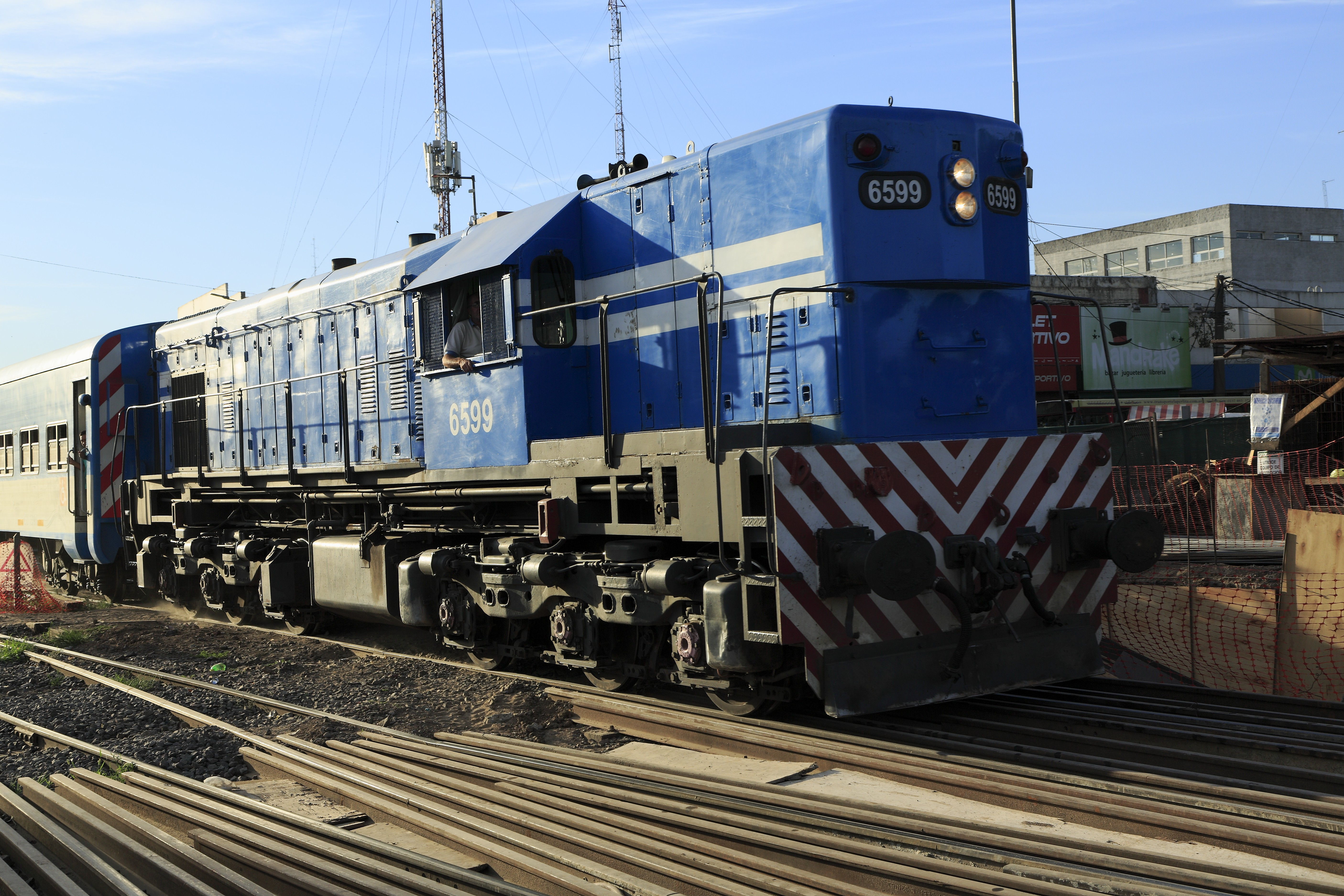
La GR12 6599 en estación Moreno

De las 60 unidades, 58 se encuentran en servicio y solamente 2 se encuentran paradas siendo A629 la cual sufrió un incendio en la Estación Avellaneda y la 6623 la cual sufrió un accidente contra un camión en Hinojo (Buenos Aires). 

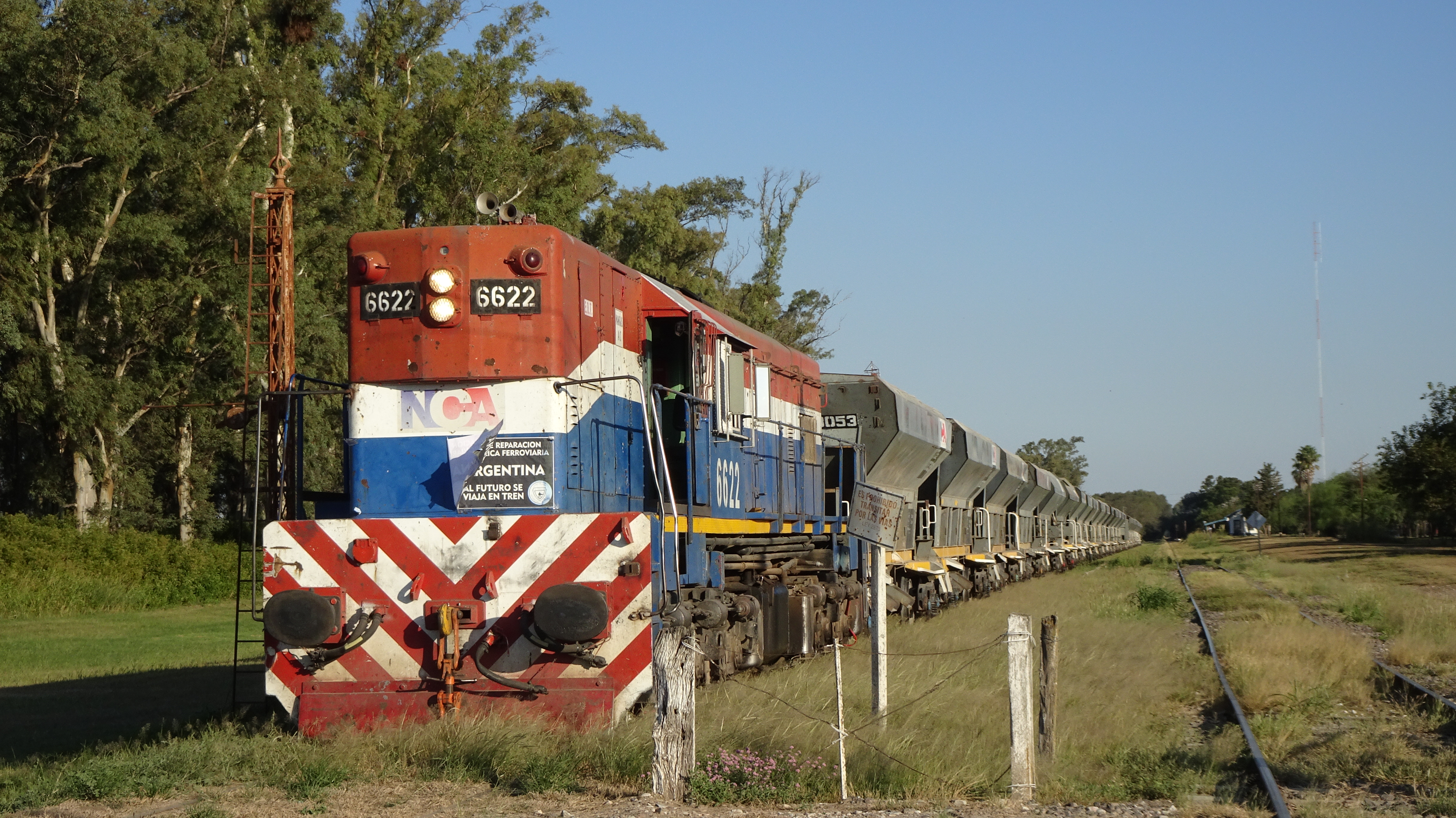
GR12 6622 de NCA con un tren de carga en Manfredi (Córdoba)

## Chile
Actualmente, las unidades GR12 presentes en Chile son propiedad principalmente de la empresa De Transporte Ferroviario (Ferronor), las cuales se desempeñan en la zona norte del país transportando mineral de hierro desde Mina Los Colorados a Puerto Guacolda, en Huasco, para su posterior exportación.
A diferencia de sus hermanas argentinas, el ancho de vía para estas locomotoras es menor, siendo de un metro de ancho (trocha métrica), debido a que fueron pensadas para el movimiento de carga en zonas geográficamente complejas.

Debido al paso del tiempo y a los requerimientos de la minería, las locomotoras GR12 se han visto reemplazadas en algunos yacimientos por las nuevas locomotoras EMD GT46AC de 4500 hp.

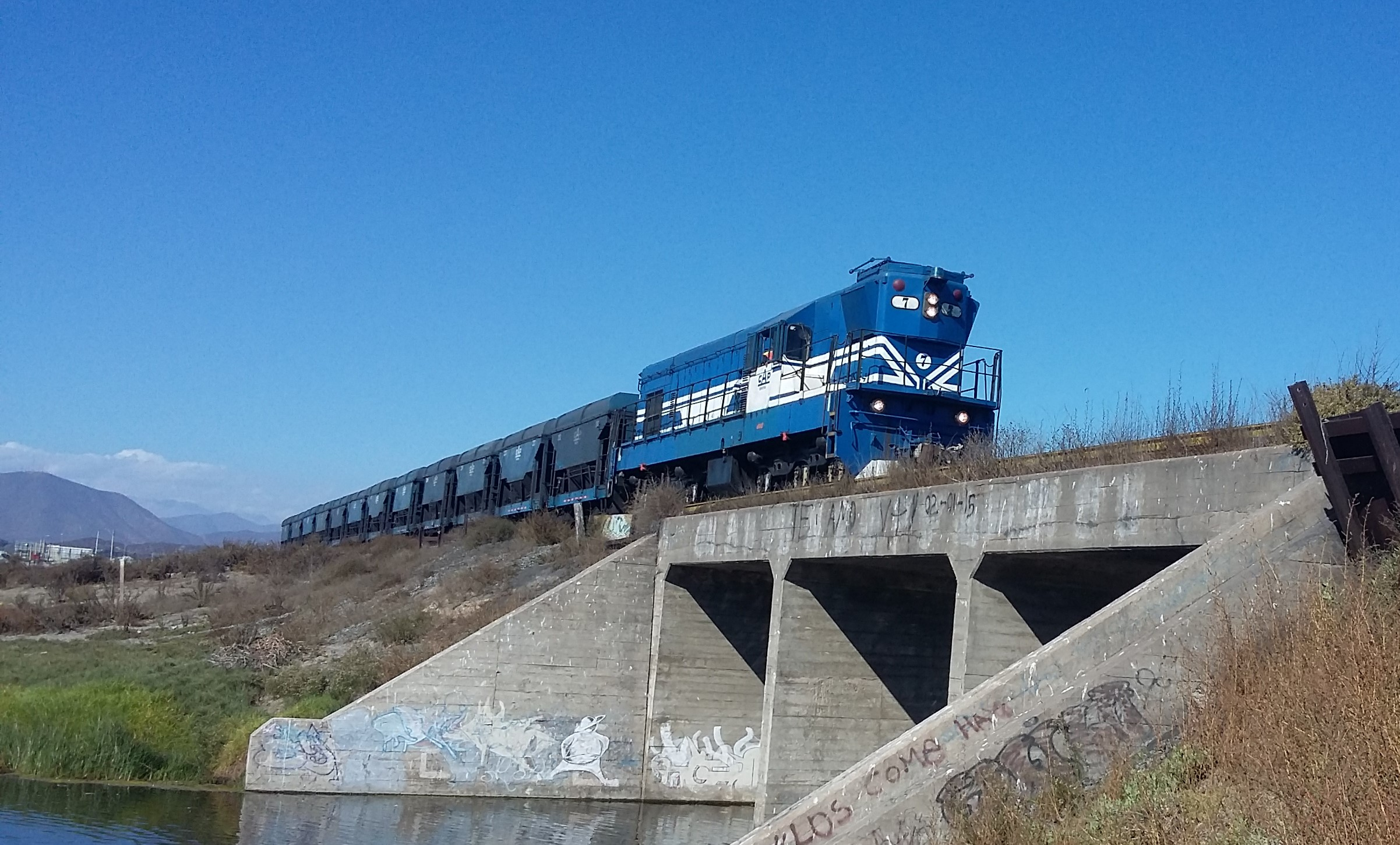
Una EMD-GR12 en dirección al puerto de Guayacán (Coquímbo).